# Klasztor Rheinau
Klasztor Rheinau – dawny klasztor benedyktynów na wyspie na Renie w Rheinau w Szwajcarii, założony ok. 788 i zlikwidowany w 1862. Jego budynki od 1867 do 2000 służyły jako siedziba szpitala psychiatrycznego.

## Historia
Według tradycji klasztor został założony w 778. W IX w. mieszkał tu uznany potem za świętego eremita Fintan z Rheinau (w 1446 odnaleziono jego rzekomy grób, który stał się miejscem kultu). Klasztor poświadczony jest w 858, gdy na prośbę możnego Wolvene, którego przodkowie założyli konwent, otrzymał od króla wschodniofrankijskiego Ludwika Niemieckiego przywilej podnoszący go do rangi klasztoru Rzeszy i nadający mu immunitet oraz prawo wolnego wyboru opata. W 972 przywilej ten potwierdził cesarz Otto I.
W 888 poświadczony jest kościół klasztorny pod wezwaniem Najświętszej Marii Panny, zastąpiony romańską bazyliką konsekrowaną w 1114. Od końca IX w. klasztor był związany z klasztorem Sankt Gallen, a w XII w. z klasztorem Hirsau. W wyniku reformy hirsaugijskiej klasztor przeżył rozkwit w XII w. Między końcem XI i początkiem XIII w. w zachodniej części wyspy istniał także konwent mniszek benedyktyńskich, dla których w 1167 wzniesiono drugi kościół św. Feliksa i Reguli. Od X w. istniało tu skryptorium, z którego pochodzi wiele średniowiecznych ksiąg liturgicznych. W XIII w. papież Innocenty IV przekazał nadzór nad klasztorem najpierw biskupom Konstancji, a następnie opatom z St. Gallen. W pierwszej połowie XV w. klasztor musiał zmagać się z roszczeniami hrabiów Sulz, pokonanych dopiero dzięki wsparciu Szafuzy.
W okresie reformacji, w 1529 wskutek buntu mieszkańców Rheinau przychylnych reformom religijnym zakonnicy uciekli z klasztoru i został on splądrowany, mnisi jednak wrócili w 1531. Od początku XVII w. klasztor należał do szwajcarskiej kongregacji benedyktynów. Między końcem XVI w. i XVIII w. klasztor miał kilku wybitnych opatów-budowniczych, pracowali tu uczeni bibliotekarze i archiwiści. Przeżywał okres rozkwitu mimo dotknięcia go skutkami wojen w 1656 i 1712. Od końca XVI w. budynki klasztorne zaczęto budować poza wyspą na Renie, w tym okresie powstał też kamienny most łączący wyspę ze stałym lądem i nowa wieża kościelna. W latach 1705–1710 przebudowano na barokowy kościół klasztorny, na początku XVIII w. wzniesiono też nowe budynki klasztorne. W 1752 lub 1753 konsekrowano nowy kościół św. Feliksa i Reguli. 
W 1799 klasztor został zniesiony przez Francuzów i splądrowany. Został przywrócony w 1803, jednak objęty został nadzorem władz kantonu Zurych. Od 1836 klasztor nie mógł przyjmować nowicjuszy, a w 1862 decyzją kantonu został ostatecznie zamknięty.
Po rozpoczętej w 1864 przebudowie zabudowań klasztornych, w 1867 umieszczono tu klinikę psychiatryczną. Początkowo mieściło się tu ok. 800 pacjentów, a na przełomie XIX i XX w. instytucję rozbudowano o część Neu-Rheinau (położoną poza wsią) i stała się największą tego typu w Szwajcarii (mogło w niej znajdować się nawet 1200 pacjentów). Zajmującą dawny klasztor część Alt-Rheinau zamknięto w 2000.

## Galeria

Widok klasztoru z lotu ptaka od zachodu (1953)
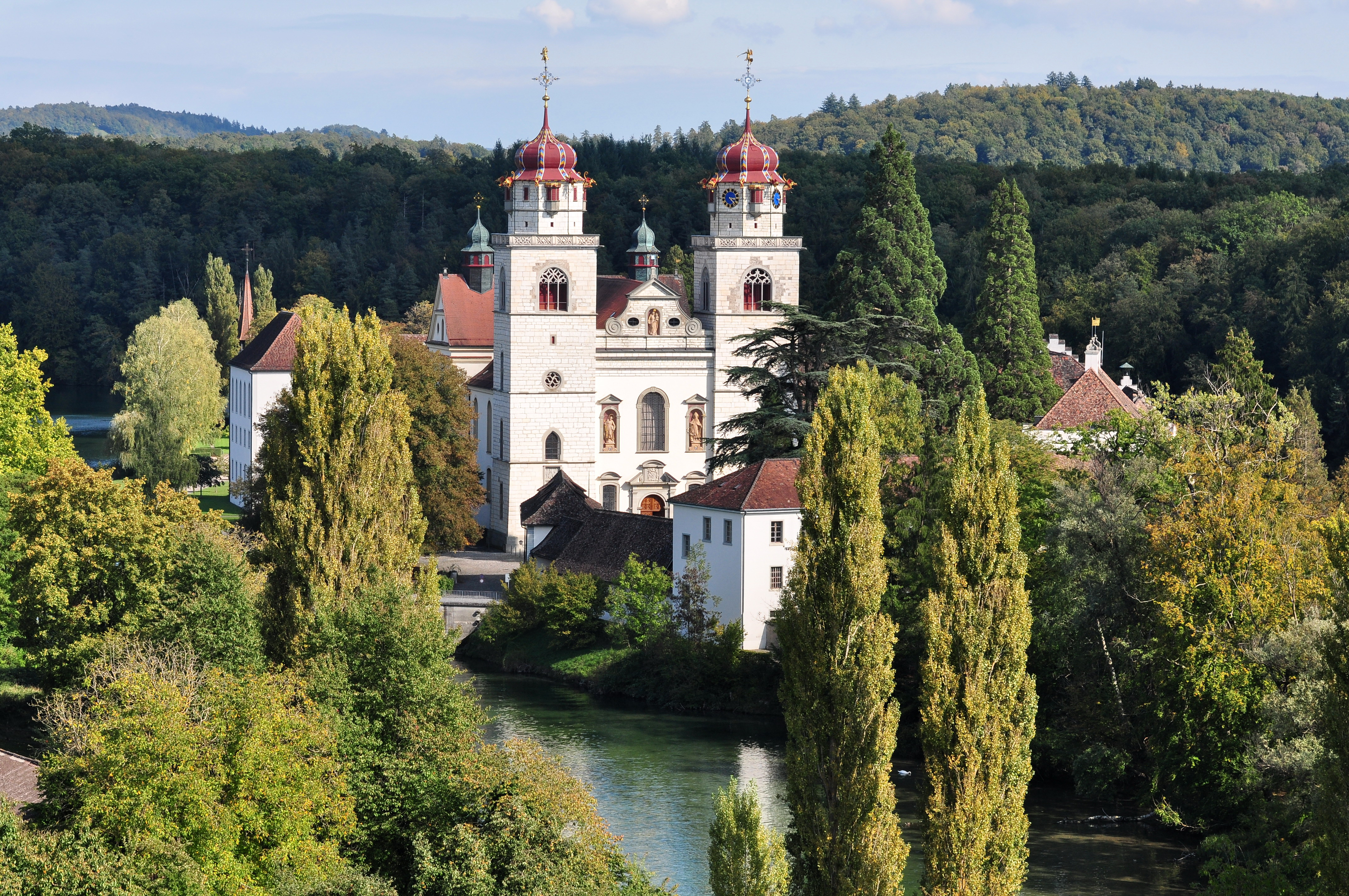
Fasada kościoła klasztornego
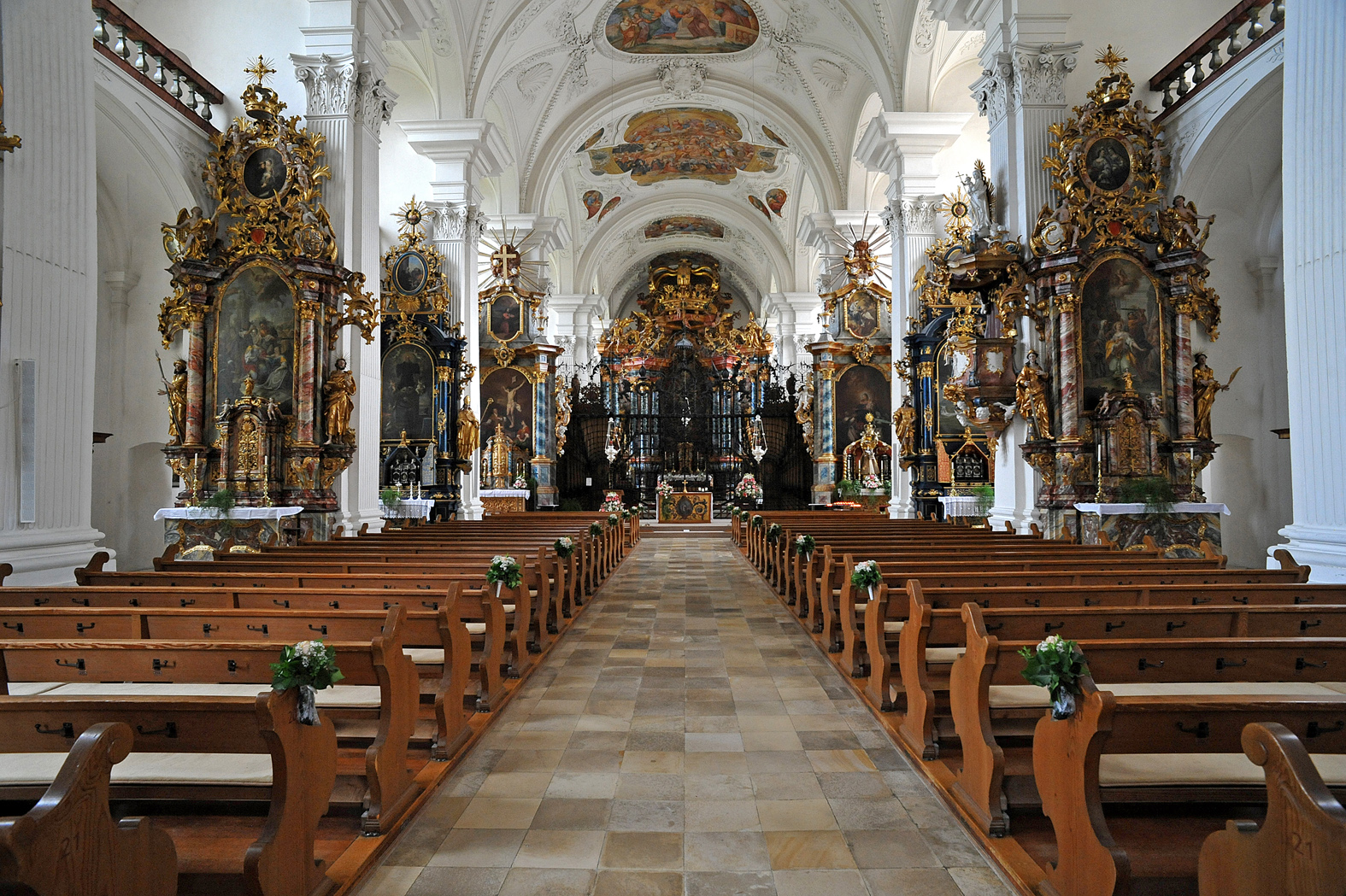
Wnętrze kościoła klasztornego
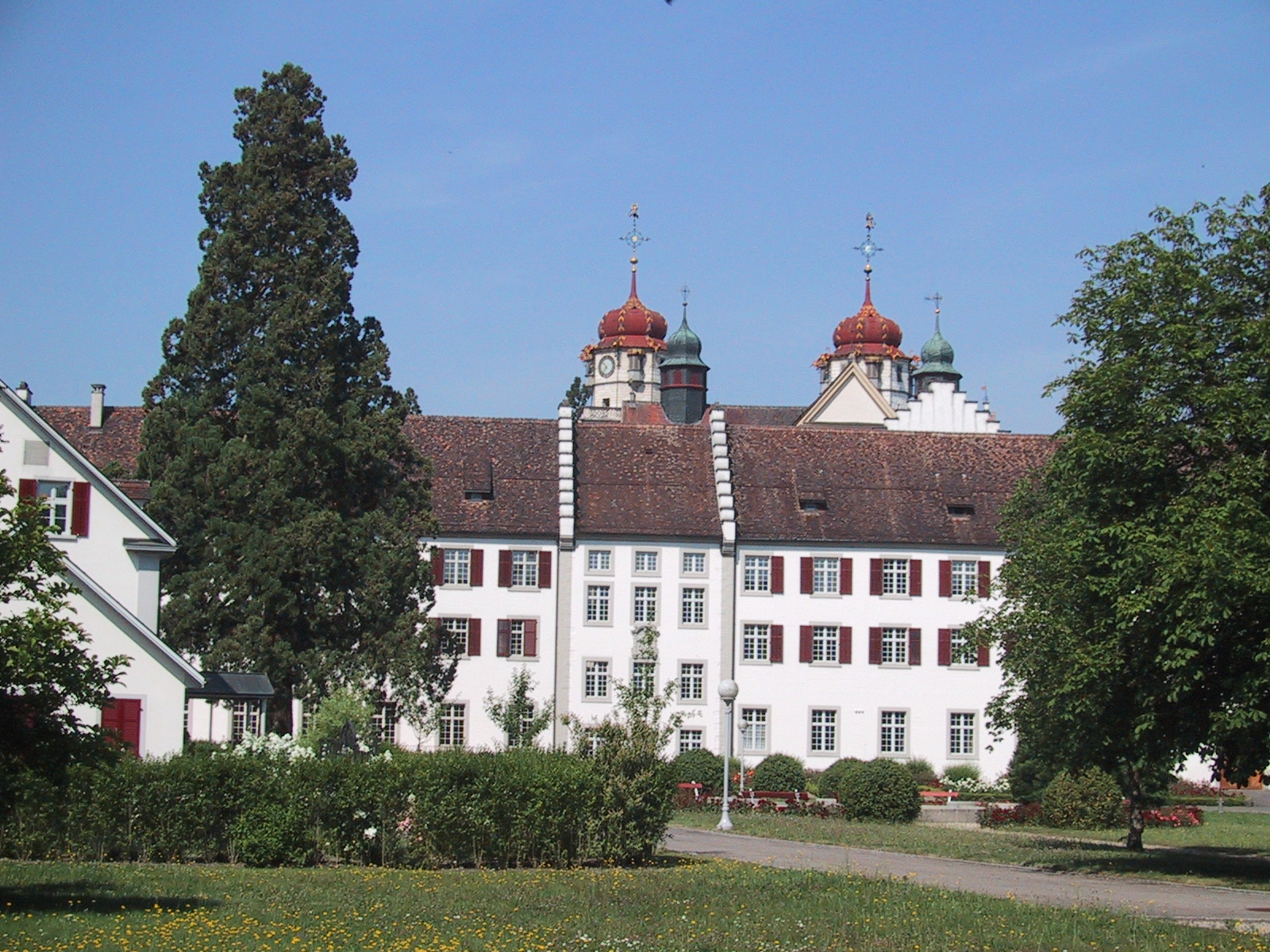
Budynek dawnego klasztoru, widok od wschodu
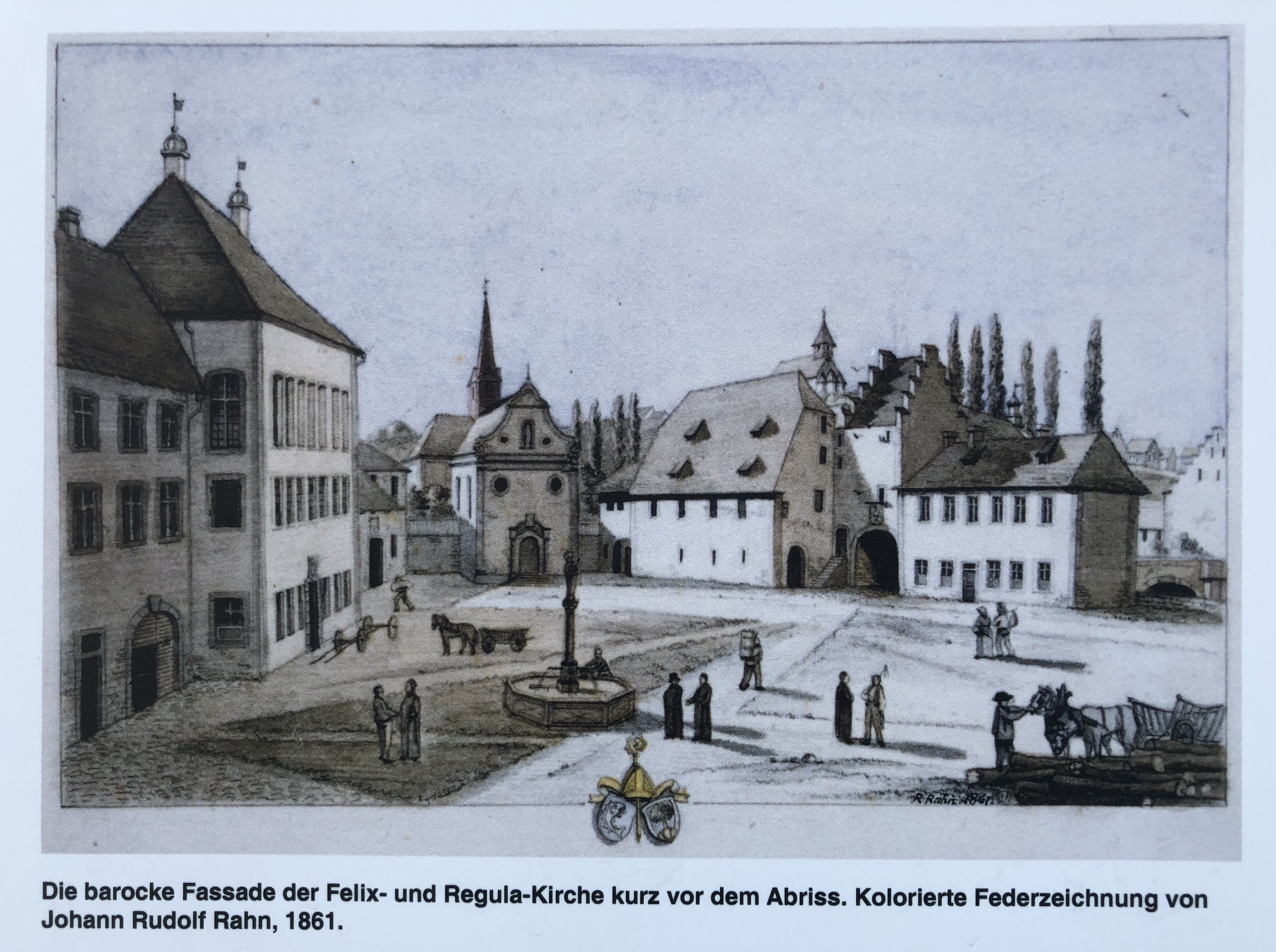
Budynki klasztorne, w tym kościół św. Feliksa i Reguli przed wyburzeniem w 1861